# Alfred Schubert (Kunsthistoriker)
Alfred Schubert (geboren am 14. Februar 1889 in Zittau, Königreich Sachsen; gestorben 1965) war ein deutscher Kunsthistoriker.

## Leben
Schubert war der Sohn des auf landwirtschaftliche Baukunde spezialisierten Architekten und Gewerbeschullehrers Alfred Schubert und dessen Frau Katharina (geborene Leonard). Er besuchte zunächst das königliche Gymnasium in Kassel und legte am Gymnasium in Münstereifel sein Abitur ab. Er studierte ab dem Sommersemester 1909 an der Universität Bonn vier Semester Klassische Archäologie und Kunstgeschichte bei Georg Loeschcke und Paul Clemen. Im Anschluss bereiste er Deutschland, Italien, Österreich und die Schweiz, ehe er 1912 sein Studium an der Universität Jena fortsetzte, in Jena war er 1912/13 auch wissenschaftlicher Hilfsarbeiter am Städtischen Museum. Sein Studium schloss er 1915 mit seiner Doktorarbeit zum Thema Bruck bei Erlangen. Ein Beitrag zur Kunstgeschichte Frankens an der Universität Erlangen ab. 1917/18 war er wissenschaftlicher Hilfsarbeiter am Kunstgewerbemuseum Düsseldorf. Schubert betätigte sich von 1919 bis 1933 als freiberuflicher Kunsthistoriker. 1933 wurde er hauptamtlicher Museumskustos am Kunstmuseum Düsseldorf. Im Juni 1933 begründete er das Gauarchiv der NSDAP in Düsseldorf, dessen Leitung er übernahm. Von 1933 bis 1934 war er Kreiskulturwart in Düsseldorf.
Er hinterließ eine Kunstsammlung, aus deren Bestand einige Objekte 2013 versteigert wurden.

## Schriften (Auswahl)
- Bruck bei Erlangen. Ein Beitrag zur Kunstgeschichte Frankens. Jacob, Erlangen 1915, S. 118 (Inaugural-Dissertation mit Lebenslauf).
- Ein Hitlerbildnis von Carl Aller. In: Düsseldorfer Volksparole. 2. Juni 1933.
- Alte Volkskunst am Niederrhein. Bagel, Düsseldorf 1938, OCLC 218577288.
- Pappenheim’sche Fayence-Manufaktur. In: Weltkunst. 33, Heft 5, 1963, S. 19–20.
- Ein verschollenes Gemälde des Jodocus van Winghe entdeckt. In: Weltkunst. Band 34, 1964, ISSN 0043-261X, OCLC 888160825, S. 526.